# Midwestern Greenhouse Gas Reduction Accord
Le Midwestern Greenhouse Gas Reduction Accord, ou simplement Midwestern Greenhouse Accord, est un accord régional conclu[Quand ?] par les États du Midwest des États-Unis afin de réduire leurs émissions de gaz à effet de serre et a combattre les changements climatiques. Les signataires de l'entente sont le Minnesota, le Wisconsin, l'Illinois, l'Indiana, l'Iowa, le Michigan, le Kansas, l'Ohio et le Dakota du Sud, ainsi que la province canadienne du Manitoba.